# غواصة يو بي-90
يو بي-90 غواصة ألمانية من فئة يو بي3 خدمت في البحرية الإمبراطورية الألمانية خلال الحرب العالمية الأولى. تم تكليفها في البحرية الإمبراطورية الألمانية في 21 مارس 1918 باسم يو بي-90.